# 骏马镇
骏马镇，是中华人民共和国陕西省咸陽市礼泉县下辖的一个乡镇级行政单位。

## 行政区划
骏马镇下辖以下地区：
马里村、北吴村、大范村、纪村、安家村、寇家村、北庄村、三郑村、双佛曹村、卢范村、庄头村、付官村、尚宁村、坡底村、东风村和旧县村。